# Vent D'Est
«Vent D'Est» (Вент Дест) — французький музичний колектив, що грає мелодійний рок з елементами прогресивного року; нагадує Caravan. У перекладі Вент дест означає «східний вітер». Набір інструментів у гурту традиційний: гітара, клавішні, бас-гітара, ударні, вокал. Унікальним же цей гурт роблять м'які, добре розроблені композиції з відполірованим співом і власним гітарним звуком, який, утім, слідує канонам, закладеним Ендрю Латімером (Camel).

## Альбом Vent D'Est, 1980
Альбом складається з 8 композицій, по три мають французьку й англійську лірику, ще дві інструментальні. Кожна доріжка має тенденцію до мрійливої музики, де ліричний вокал змішується з драматичними важчими пасажами, але найкраще, що є в альбомі — це чудове гітара, яка лунає крізь увесь альбом, за винятком, можливо, останнього треку.

### Композиції
1 — Traveller 2'59

2 — La Toile 6'27

3 — Your Eyes 4'53

4 — La Dame en Noir 6'09

5 — La Madonne des Sleepings 5'19

6 — California's Calling 3'33

7 — Eastwind 4'03

8 — Nighttime 12'29

Загальний час звучання 40:04

### Музиканти
— Christian Devot / акустична гітара, вокал 
 — Jean Marc Fisher / барабани 
 — Jean Luc Siegler / бас-гітара 
 — Jean Luc Wysocki / електрична гітара, вокал
 — Patrice Witt / клавішні 